# دریاچه گدازه

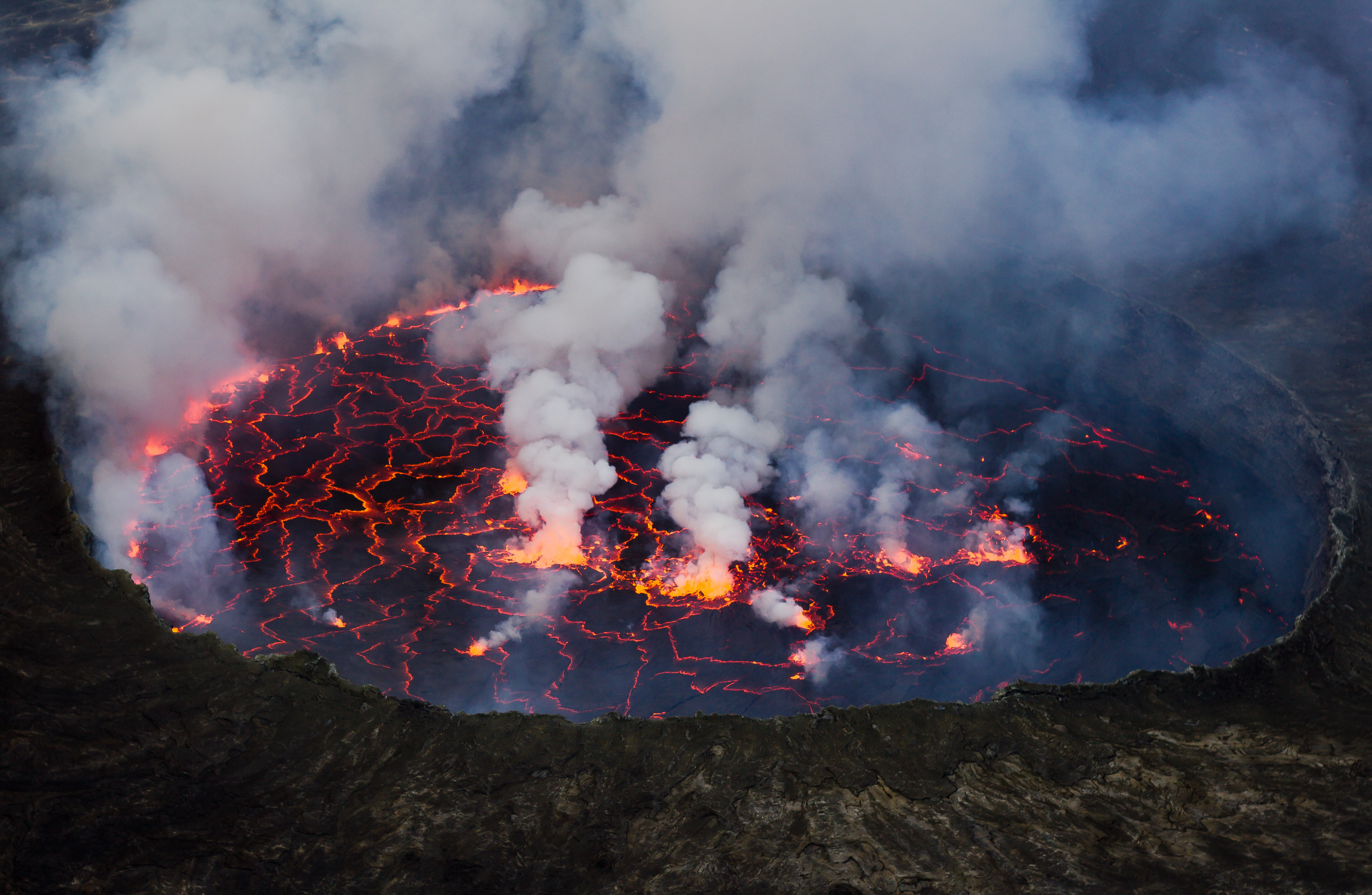
دریاچه گدازه در کوه نیراگونگو در حالت مذاب

دریاچه گدازه به حجم بزرگی از گدازه مذاب گفته می‌شود که معمولاً از بازالت تشکیل شده است و در یک مجرا یا دهانه آتشفشانی یا چاله وسیع قرار دارد. این عنوان هم برای تشریح دریاچه‌های گدازه کاملاً مذاب یا نیمه مذاب و هم برای گدازه‌های جامد و سفت به‌کار می‌رود.
دریاچه گدازه ممکن است از سه راه پدید آید:
- از یک یا چند مجرا در دهانه آتشفشان که گدازه کافی جهت پر کردن بخشی از دهانه فوران می‌کند.
- زمانی که گدازه وارد یک دهانه یا چاله آتشفشانی وسیع می‌شود و بخشی از آن را پر می‌کند.
- در بالای یک مجرای جدید که دارای فوران پیوسته گدازه در یک دوره چند هفته‌ای یا بیشتر است و به آرامی دهانه‌ای را تشکیل می‌دهد که ارتفاع آن از اطراف بیشتر است.